# Ed avevamo gli occhi troppo belli
Ed avevamo gli occhi troppo belli è un album dal vivo di Fabrizio De André pubblicato nel 2001.

## Contenuti
Venne venduto allegato insieme a un libretto allegato alla rivista A/Rivista Anarchica.
Contiene registrazioni live di canzoni di De André e di brani "parlati", effettuati dal cantautore durante i suoi concerti.
Le canzoni vere e proprie sono solo due: la prima, "Se ti tagliassero a pezzetti", è la versione live del brano, dove il cantautore sostituisce la parola "fantasia" della versione in studio con la parola "anarchia". La seconda è "I carbonari", breve brano eseguito anch'esso live, tratto dal film Nell'anno del Signore".
Tutte le tracce dell'album hanno come filo conduttore dichiarato le tematiche libertarie della rivista stessa che ha curato l'edizione.

## Tracce
1. Elogio della solitudine – 2:30
2. Prinçesa e i Rom – 3:32
3. Al fianco degli Indiani – 2:23
4. Se ti tagliassero a pezzetti – 4:21
5. Ai figli della luna – 0:49
6. Le maggioranze – 1:49
7. Un discorso sulla libertà – 1:09
8. I carbonari – 1:13